# SV Fortuna ’50 Neubrandenburg
Der SV Fortuna 50 Neubrandenburg ist ein deutscher Sportverein aus Neubrandenburg. Dem Verein gehören mehr als 500 Mitglieder an, die in fünf Abteilungen (Handball, Fußball, Volleyball, Radball und Fitness) organisiert sind.

## Geschichte des Vereins
Der heutige Verein entstand im Juni 1997 aus der Fusion des SV 1950 Neubrandenburg (ehemals BSG Einheit, später BSG Einheit/Sirokko) und dem HV Fortuna Neubrandenburg (ehemals ASG Trollenhagen-Mitte). Das Gründungsjahr 1950 bezieht sich auf die Gründung der BSG Einheit Neubrandenburg am 1. Mai 1950.

## Handball
Die Abteilung Handball wird als einzige der fünf Abteilungen leistungsorientiert betrieben. Im Nachwuchsbereich arbeitet der Verein als Landesleistungsstützpunkt mit dem Sportgymnasium Neubrandenburg zusammen.

### Frauen
Die erste Frauen-Mannschaft spielte zwischen 1977 und 1991 als BSG Einheit/Sirokko Neubrandenburg insgesamt elf Spielzeiten in der DDR-Oberliga, wobei zwei sechste Plätze (Spielzeit 1979/1980 und Spielzeit 1981/1982) die besten Resultate waren. Als Letzter der Spielzeit 1990/1991, der letzten Saison der DDR-Oberliga, qualifizierte sich die Mannschaft des damaligen SV 1950 für die 2. Bundesliga, wo sie ab der Saison 1991/1992 bis zur Saison 1995/1996 fünf Spielzeiten zubrachte. Anschließend spielte die Mannschaft sechs Saisons in der Regionalliga Nordost. Nach der Spielzeit 2001/2002 stieg das Team des SV Fortuna 1950 im Jahr 2002 als Vierter der Regionalliga Nordost (die drei besserplatzierten Mannschaften hatten durchweg verzichtet) erneut in die 2. Liga auf. Dort spielte man von der Saison 2002/2003 bis zur Saison 2004/2005 in der Staffel Nord; 2005 musste das Team wieder absteigen. Die Frauenmannschaft spielte ab 2019 wieder in der Oberliga Ostsee-Spree. Nachdem der VfV Spandau im Jahr 2023 als Oberligameister auf den Aufstieg in die 3. Liga verzichtet hatte, nahm Neubrandenburg als Vizemeister das Aufstiegsrecht wahr. Nach einer Spielzeit in der 3. Liga stieg der SV Fortuna ’50 Neubrandenburg in die Regionalliga ab.

### Männer
Ab 2019 spielte die erste Herrenmannschaft in der MV-Liga. Zur Saison 2020/2021 stieg die erste Herren-Mannschaft wieder in die Handball-Oberliga Ostsee-Spree auf.

## Radball
Die Abteilung Radball war in den Jahren 1999, 2000 und 2002 bis 2007 mit der ersten Mannschaft in der 2. Bundesliga vertreten. Zurzeit spielt sie in der höchsten Klasse Mecklenburg-Vorpommerns.